# クラスの大嫌いな女子と結婚することになった。
『クラスの大嫌いな女子と結婚することになった。』（クラスのだいきらいなじょしとけっこんすることになった）は、天乃聖樹による日本のYouTube漫画およびそれを原作としたメディアミックス作品。イラストはもすこんぶが担当している。2024年9月時点で電子版を含めたシリーズ累計部数は45万部を突破している。
2020年3月からYouTube動画として投稿されていた本作がメディアミックスされ、ノベライズ版としてMF文庫J（KADOKAWA）にて同年12月から2025年1月まで刊行された。イラストは成海七海が担当している。2021年5月から『少年エースplus』（同社）にてもすこんぶによるコミカライズ版が連載されている。テレビアニメが2025年1月から3月まで放送された。

## あらすじ
大企業『北条グループ』の跡取りである北条才人は、日頃からクラスメイトの桜森朱音とことごとく衝突し、彼女に対して苦手意識を抱いていた。
そんな中、祖父である天竜にいきなり料亭へ呼び出され、同じく祖母である千代に呼び出されていた朱音とバッタリ遭遇。天竜と千代は、かつて今の才人たちと同じく口喧嘩ばかりしていたが、お互いに想いあう恋仲であったが、すれ違いが原因で結ばれなかったという。
才人と朱音は、祖父母たちから「自分たちの代わりに孫同士を結婚させたい」と告げられる。「断れば北条グループの跡取りになれない」と宣告された才人たちは、将来の夢を叶えるため甘んじて受け入れることにする。
その直後、才人たちは用意された一軒家へ連れて行かれ、天竜から同棲生活を命じられる。それから2人はたびたび口喧嘩を重ねながらも、次第に少しずつ距離を縮めていく。

## 登場人物

### 主要メンバー
北条 才人（ほうじょう さいと）
声 - 坂田将吾
本作の主人公。4月10日生まれ。
学年トップに君臨する優等生。割と適当でものぐさな性分であり、さらにエキセントリックな面を覗かせる。
祖父の計らいで朱音と結婚し、同棲生活を余儀なくされる。
桜森 朱音（さくらもり あかね） / 北条 朱音（ほうじょう あかね）
声 - 矢野妃菜喜
本作のメインヒロイン。4月11日生まれ。
勉学を怠らない優等生であるが、定期考査では万年2位。いわゆる猪突猛進タイプで思い込みが激しく、たびたび感情任せに突っ走ってしまう。
祖母の計らいで才人と結婚し、戸籍上は「北条」姓になる。それらの事実を隠すため、表向きでは元の「桜森」姓で通している。
才人と違って一般家庭に生まれ育ち、金銭感覚なども常識的。
石倉 陽鞠（いしくら ひまり）
声 - 鈴代紗弓
本作のヒロインの1人。才人と朱音のクラスメイトで、朱音の友人。7月20日生まれ。
派手な出で立ちをした長身ギャルだが、見た目に反して温厚な性格。
北条 糸青（ほうじょう しせい）
声 - 稗田寧々
本作のヒロインの1人。才人と朱音のクラスメイトで、才人の従妹。12月24日生まれ。
人形のように整った容姿が特徴で、クールな表情が魅力的。
才人とは兄妹同然に育ったため、彼の良き理解者でもある。
桜森 真帆（さくらもり まほ）
声 - 前田佳織里
朱音の実妹。9月9日生まれ。才人たちの高校に編入してきた後輩で、幼さと蠱惑的な雰囲気を兼ね備えた少女。
自由奔放な甘えん坊で、姉である朱音のことが大好き。

### 親族

#### 北条家
北条 天竜（ほうじょう てんりゅう）
声 - 大塚芳忠
本作の狂言回し。才人の祖父であり、国内有数の大企業「北条グループ」の会長。
若かりし頃に千代と恋仲であったが、すれ違いが原因で結ばれなかった過去がある。数年前、長年連れ添った妻が逝去している。
才人の両親（仮称）
天竜の長男夫婦。
北条 麗子（ほうじょう れいこ）
声 - 榊原良子
糸青の母であり、才人の叔母。「北条グループ」の代表取締役常務。
甥である才人を溺愛し、逆に朱音のことは毛嫌いしている。
北条 留衣（ほうじょう るい）
声 - 結川あさき
メイド。

#### 桜森家
桜森 千代（さくらもり ちよ）
声 - 平野文
朱音・真帆の祖母。

### その他
黒服
声 - 盆子原康
本名不明。天竜の側近。
長谷川 柚希（はせがわ ゆずき）
声 - 髙松瞳
才人のクラスメイト。センター分けの茶髪が特徴。
上園 桃香（うえぞの ももか）
声 - 齋藤樹愛羅
才人のクラスメイト。眼鏡におさげ髪が特徴。
奥山 梨央（おくやま りお）
声 - 野口衣織
才人のクラスメイト。低身長とおかっぱ頭が特徴。

## 既刊一覧

### 小説
- 天乃聖樹（著）・成海七海（イラスト） 『クラスの大嫌いな女子と結婚することになった。』 KADOKAWA〈MF文庫J〉、全10巻
  1. 2020年12月25日初版発行（同日発売[9]）、ISBN 978-4-04-065939-8
  2. 2021年4月25日初版発行（4月24日発売[10]）、ISBN 978-4-04-680332-0
  3. 2021年8月25日初版発行（同日発売[11]）、ISBN 978-4-04-680702-1
  4. 2021年12月25日初版発行（12月24日発売[12]）、ISBN 978-4-04-681000-7
  5. 2022年5月25日初版発行（同日発売[13]）、ISBN 978-4-04-681409-8
  6. 2022年10月25日初版発行（同日発売[14]）、ISBN 978-4-04-681834-8
  7. 2023年2月25日初版発行（同日発売[15]）、ISBN 978-4-04-682206-2
  8. 2023年11月25日初版発行（同日発売[16]）、ISBN 978-4-04-682986-3
  9. 2024年8月25日初版発行（8月23日発売[17]）、ISBN 978-4-04-683913-8
  10. 2025年1月25日初版発行（1月24日発売[18]）、ISBN 978-4-04-684445-3

### 漫画
- 天乃聖樹（原作）・もすこんぶ（作画） 『クラスの大嫌いな女子と結婚することになった。』 KADOKAWA〈角川コミックス・エース〉、既刊7巻（2025年3月24日現在）
  1. 2021年12月25日初版発行（同日発売[19]）、ISBN 978-4-04-112023-1
  2. 2022年5月26日初版発行（5月25日発売[20]）、ISBN 978-4-04-112639-4
  3. 2022年12月26日初版発行（同日発売[21]）、ISBN 978-4-04-113174-9
  4. 2023年7月26日初版発行（7月25日発売[22]）、ISBN 978-4-04-113915-8
  5. 2024年2月26日初版発行（同日発売[23]）、ISBN 978-4-04-114664-4
  6. 2024年9月26日初版発行（9月25日発売[24]）、ISBN 978-4-04-115387-1
  7. 2025年3月24日発売[25]、ISBN 978-4-04-116056-5

## テレビアニメ
2024年6月にアニメ化が発表された。2025年1月から3月までTOKYO MXほかにて放送された。

### スタッフ
- 原作 - 天乃聖樹（MF文庫J「クラスの大嫌いな女子と結婚することになった。」 / KADOKAWA刊）[6][27]
- 原作イラスト - 成海七海[6][27]
- キャラクター原案 - 成海七海、もすこんぶ[6][27]
- 監督 - 大嶋博之[6][27]
- シリーズ構成 - 髙橋龍也[6][27]
- キャラクターデザイン - 田津奈々子[6][27]
- サブキャラクターデザイン - 小関雅[6][27]
- メインプロップデザイン - コレサワシゲユキ、灯夢、坂井ユウスケ[6][27]
- 料理作画監督 - 鈴木輪流郎[6][27]
- 美術設定 - 小高みちる[6][27]
- 美術監督 - 小保方良輔[6][27]
- 色彩設計 - 鈴木ようこ[6][27]
- 撮影監督 - 松向寿[6][27]
- 編集 - 武宮むつみ[6][27]
- 音響監督 - 大寺文彦[6][27]
- 音楽 - 桶狭間ありさ[6][27]
- 音楽制作 - アニプレックス
- 音楽プロデューサー - 山内真治
- プロデュース - EGG FIRM[6][27]
- チーフプロデューサー - 丹羽将己、大澤信博
- プロデューサー - 橋本渉、黄士豪、長嶺利江子、大和田智之、三浦史、清水邦彬
- アニメーション制作プロデューサー - 富岡哲也[6][27]
- アニメーション制作 - Studio五組×AXsiZ[6][27]
- 製作 - クラ婚製作委員会（アニプレックス、KADOKAWA、TOKYO MX、BS11、ムービック、EGG FIRM）

### 主題歌
「恋人以上、好き未満」
=LOVEによるオープニングテーマ。作詞は指原莉乃、作曲は中村瑛彦、編曲は古川貴浩。
「スキキライも追い越して」
桜森朱音（矢野妃菜喜）、石倉陽鞠（鈴代紗弓）、北条糸青（稗田寧々）、桜森真帆（前田佳織里・#8以降）によるエンディングテーマ。作詞・作曲・編曲は原田茂幸。
それぞれのソロ歌唱バージョンもエンディングテーマとして使用された。

### 各話リスト
| 話数 | サブタイトル             | 脚本     | 絵コンテ              | 演出     | 作画監督                                                                                                   | 総作画監督                         | 総作画監督 | 初放送日      |
| ---- | ------------------------ | -------- | --------------------- | -------- | --- | ---------------------------------- | ---------- | ------------- |
| #1   | 大嫌いな女子と結婚した。 | 髙橋龍也 | 大嶋博之              | 黒田幸生 | 高梨光 津幡佳明 中山智貴 片岡英之 永田有香 服部憲知                                                        | 小関雅                             | 田津奈々子 | 2025年 1月3日 |
| #2   | 新生活                   | 髙橋龍也 | 大嶋博之              | 藏本穂高 | 村長由紀 中山智貴 池田竜也 高梨光 崔舒婷 柄谷綾子 服部憲知                                                 | 山内尚樹                           | 田津奈々子 | 1月10日       |
| #3   | 俺の嫁                   | 山田哲弥 | Royden B              | 藤中達也 | Hyun joo Song Younghee Park                                                                                | 津幡佳明                           | 田津奈々子 | 1月17日       |
| #4   | 夜襲                     | 山田哲弥 | 大嶋博之              | 能見昌照 | 杉浦圭一 崔舒婷 星和伸 金坂秀行 FanDongdong SunJiwei Wei Xu Long                                           | 小関雅                             | 田津奈々子 | 1月24日       |
| #5   | 負けないから             | 山田哲弥 | たなべしんじ 大嶋博之 | 大嶋博之 | Choi eun-yeong Shin Seung-sook FanDongdong SunJiwei Wei Xu Long                                            | 小関雅 山内尚樹                    | 田津奈々子 | 1月31日       |
| #6   | 夫婦の初デート           | 髙橋龍也 | Royden B              | 黒田幸生 | 片岡英之 池田竜也 星和伸 高梨光 飯田光尋 中山智貴 杉浦圭一 服部憲知 金坂秀行                               | 津幡佳明 小関雅 片岡英之           | 田津奈々子 | 2月7日        |
| #7   | 指輪                     | 髙橋龍也 | 大嶋博之              | 竹澤清貴 | 池田竜也 中山智貴 片岡英之 津幡佳明 永田有香 鐘文山 馮含露 崔舒婷 FanDongdong SunJiwei Wei Xu Long         | 小関雅                             | 田津奈々子 | 2月14日       |
| #8   | センパイ                 | 山田哲弥 | 鈴木輪流郎            | 藤中達也 | Park Younghee Choi Eunyoung                                                                                | Song Hyeon-ju 小関雅               | 田津奈々子 | 2月21日       |
| #9   | 妹心                     | 山田哲弥 | 大嶋博之              | 藏本穂高 | 鐘文山 崔舒婷 木村都彦 高梨光 服部憲知 片岡英之 Wang Xiao-ming Fan Dong-dong Yin Shao-feng Hwang Hyun-grak | Song Hyeon-ju 小関雅 片岡英之      | 田津奈々子 | 2月28日       |
| #10  | 彼女（仮）               | 髙橋龍也 | Royden B              | 黒田幸生 | Park Younghee Choi Eunyoung Kim Yeon Suk Kim Hee Jung Lee MiYung                                           | 小関雅                             | 田津奈々子 | 3月7日        |
| #11  | 声                       | 髙橋龍也 | 大嶋博之              | 大嶋博之 | WON Mi-na PARK Soon Ok Kim Ji eun JO Won Ha                                                                | Song Hyeon-ju Hwang Mi-Jung 小関雅 | 田津奈々子 | 3月14日       |
| #12  | 大嫌いな男子と結婚した。 | 髙橋龍也 | 大嶋博之              | 竹澤清貴 | 崔舒婷 杉浦圭一 片岡英之 中山智貴 西田美弥子 永田有香                                                      | 小関雅                             | 田津奈々子 | 3月21日       |

### 放送局
| 放送期間               | 放送時間                     | 放送局       | 対象地域   | 備考                                 |
| ---------------------- | ---------------------------- | ------------ | ---------- | ------------------------------------ |
| 2025年1月3日 - 3月21日 | 金曜 23:30 - 土曜 0:00       | TOKYO MX     | 東京都     | 製作参加                             |
|                        |                              | とちぎテレビ | 栃木県     |                                      |
|                        |                              | 群馬テレビ   | 群馬県     |                                      |
|                        |                              | BS11         | 日本全域   | 製作参加 / BS放送 / 『ANIME+』枠     |
| 2025年1月5日 - 3月23日 | 日曜 2:08 - 2:38（土曜深夜） | 毎日放送     | 近畿広域圏 | 『アニメシャワー』第1部              |
|                        | 日曜 22:00 - 22:30           | AT-X         | 日本全域   | CS放送 / 字幕放送 / リピート放送あり |
| 2025年1月8日 - 3月26日 | 水曜 2:05 - 2:35（火曜深夜） | テレビ愛知   | 愛知県     |                                      |

| 配信開始日   | 配信時間                   | 配信サイト                                                                                                |
| ------------ | -------------------------- | --- |
| 2025年1月4日 | 土曜 0:00（金曜深夜） 更新 | dアニメストア （本店・ニコニコ支店・for Prime Video） U-NEXT アニメ放題                                   |
| 2025年1月6日 | 月曜 12:00 更新            | FOD ABEMA バンダイチャンネル Hulu Lemino Prime Video ニコニコチャンネル Netflix DMM TV MBS動画イズム TVer |
|              | 月曜 23:00 - 23:30         | ニコニコ生放送                                                                                            |
| 2025年1月7日 | 火曜 0:00（月曜深夜） 更新 | TELASA （見放題プラン） J:COM STREAM （見放題） Pontaパス milplus見放題パックプライム                     |

### BD / DVD
| 巻 | 発売日        | 収録話         | 規格品番      | 規格品番      |
| 巻 | 発売日        | 収録話         | BD            | DVD           |
| -- | ------------- | -------------- | ------------- | ------------- |
| 1  | 2025年2月26日 | 第1話・第2話   | ANZX-17541/2  | ANZB-17541/2  |
| 2  | 2025年3月26日 | 第3話・第4話   | ANZX-17543/4  | ANZB-17543/4  |
| 3  | 2025年4月23日 | 第5話・第6話   | ANZX-17545/6  | ANZB-17545/6  |
| 4  | 2025年5月28日 | 第7話・第8話   | ANZX-17547/8  | ANZB-17547/8  |
| 5  | 2025年6月25日 | 第9話・第10話  | ANZX-17549/50 | ANZB-17549/50 |
| 6  | 2025年7月30日 | 第11話・第12話 | ANZX-17551/2  | ANZB-17551/2  |